# Municipio de Lower Fork
El municipio de Lower Fork (en inglés: Lower Fork Township) es un municipio ubicado en el  condado de Burke en el estado estadounidense de Carolina del Norte. En el año 2010 tenía una población de 3.667 habitantes.

## Geografía
El municipio de Lower Fork se encuentra ubicado en las coordenadas 35°37′40.47″N 81°33′24.33″O / 35.6279083, -81.5567583.